# Gårdtjärnen (Gideå socken, Ångermanland, 704965-164476)
Gårdtjärnen är en sjö i Örnsköldsviks kommun i Ångermanland och ingår i Gideälvens huvudavrinningsområde.